# Luis Octavio de Toledo y Zulueta
Luis Octavio de Toledo y Zulueta (Madrid, 2 de septiembre de 1857-Madrid, 18 de febrero de 1934) fue un matemático español, catedrático de Análisis Matemático de la Universidad Central de Madrid e impulsor del estudio de la matemática en España.

## Formación
Nacido en Madrid en 1857, Octavio completó su escuela primaria el Colegio Hispanorromano de Nuestra Señora de la Esperanza y posteriormente en el Instituto San Isidro. La carrera de Ciencias Exactas la estudió en la Facultad de Ciencias de la Universidad Central de Madrid donde entre otros tiene como profesor a Antonio Aguilar y Vela y Eduardo Torroja y Caballé.

## Matemático eminente
Consiguió la cátedra de Matemáticas por concurso en el Instituto de Segunda Enseñanza del León en 1882. Y en 1890, ganó la cátedra de Geometría Analítica en Sevilla (Facultad de Ciencias). Luego estuvo en Zaragoza, en la Cátedra de Análisis Matemático de la Facultad de Ciencias y, en 1898, consiguió la de Madrid, en la Universidad Central, hasta su jubilación, desde donde desarrolló la mayor parte de su producción científica.
Como Catedrático de Análisis Matemático de la Universidad Central de Madrid, participó ampliamente en la vida social y científica de la época. Fue vicepresidente y después presidente (sección Matemáticas) de la Asociación española para el Progreso de las Ciencias) y posteriormente fundador, junto a Cecilio Jiménez Rueda, Julio Rey Pastor y otros eminentes científicos de la  Sociedad Matemática Española, creada en 1911.
En 1919 es nombrado vicepresidente y desde 1924 ocupará la presidencia hasta su muerte.
También fue un miembro preeminente de la Real Academia de las Ciencias Exactas, Físicas y Naturales. Ingresó en 1914 con el discurso «Algunos descubrimientos realizados en la teoría y resolución de ecuaciones durante el siglo XIX».
Fue delegado en España de la "Commission Internationale pour l´enseignement mathématique" y asistió al V Congreso de Matemáticas celebrado en Cambridge en 1912. Contribuyó al éxito de la visita de Albert Einstein a España en 1923 que llegó a pronunciar tres conferencias en la Facultad de Ciencias. Falleció el 18 de febrero de 1934.
Además de numerosos discursos y artículos, publicados en diversos periódicos científicos y especialmente en la Revista de la Sociedad Matemática Española, entre sus libros destaca Elementos de la teoría de formas, pues es la primera edición en español donde se habla de la teoría de formas.

## Obras
- Elementos de la Teoría de la Formas (León, 1889).
- Tratado de Álgebra (1905).
- Tratado de Trigonometría rectilínea y esférica (1905).
- Elementos de Aritmética universal: Calculatoria I (1900) y II (1916).
- Coordinatoria. Determinantes. Algoritmos ilimitados y Estudios de Análisis matemático (1907).
- Elementos de Análisis Matemático I: Introducción al estudio de las Funciones de variable compleja (1907).